# Vasfüggöny

A kétpólusú Európa. Vörössel a keleti blokk, kékkel a nyugati blokk, a nyugati blokk világosabb árnyalattal jelölt országai a katonailag semleges országok. A keleti blokk világosabb árnyalatú országai el nem kötelezett Jugoszlávia és a keleti blokkból elszigetelődött Albánia. A fekete sáv a vasfüggönyként értelmezendő határ kelet és nyugat között.

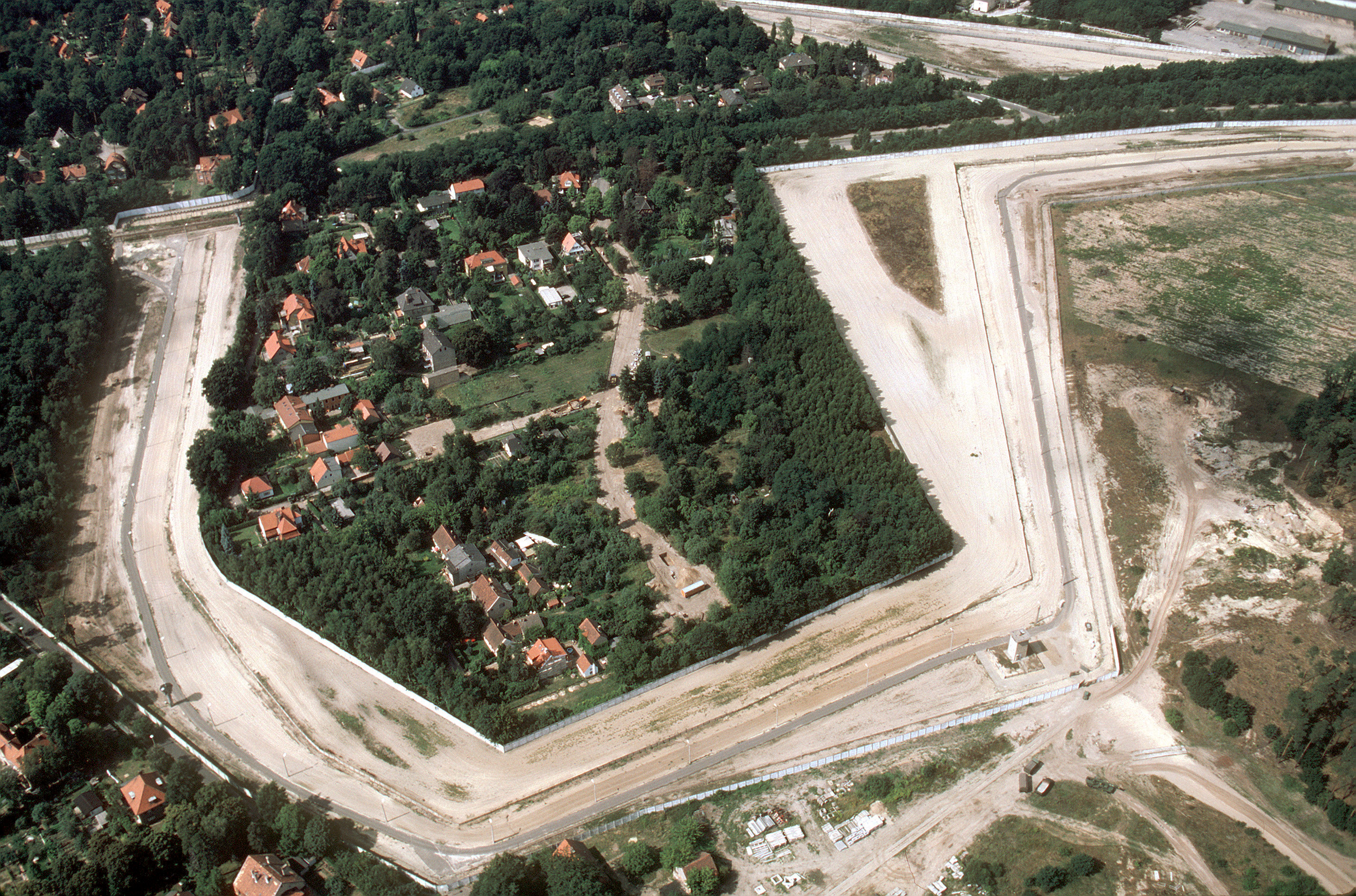
Légifelvétel a berlini falról (1989)

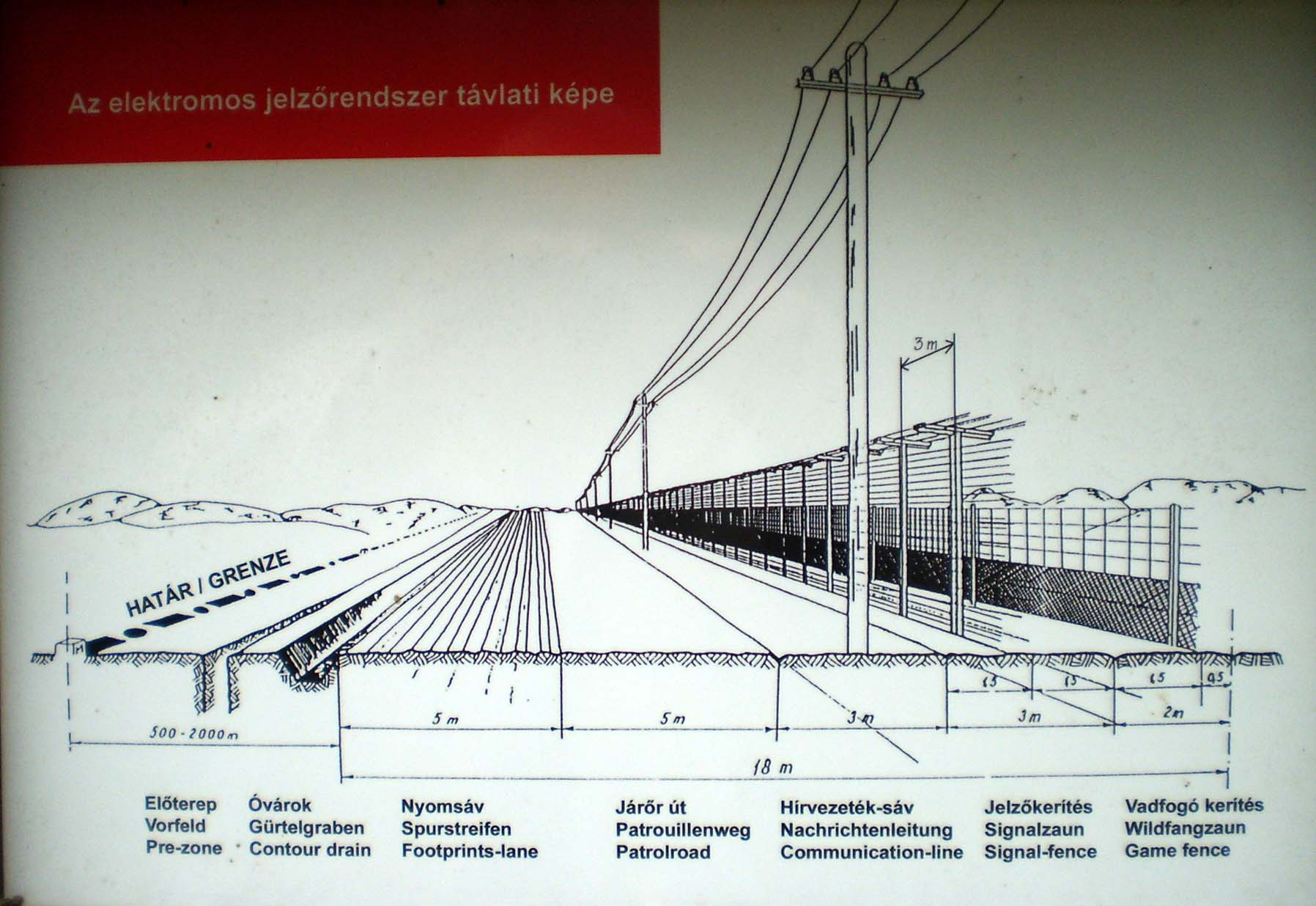
A kerítés 24 voltos feszültség alatt állt, ha bárki hozzáért vagy elvágta, a rendszer jelzett a legközelebbi határőrőrsön

A vasfüggöny Európa hidegháborús kettéosztottságának politikai metaforája, egyben azoknak a politikai döntéseknek, rendelkezéseknek, valamint az ezeket megvalósító műszaki megoldásoknak a gyűjtőfogalma, amelyek a második világháború során kiterjesztett szovjet érdekszférába került közép- és kelet-európai országokban, azok népességének nyugatra irányuló szabad mozgását ellenőrző, korlátozó és később megakadályozó, a népességet Nyugattól elszigetelő céllal jöttek létre, illetve fizikailag az adott országok nyugati határai mentén, az 1940-es évek második felétől fokozatosan kiépítve jelentek meg. A hidegháború végével, 1990 után a fizikai vasfüggöny is elbontásra került, de szellemileg sok tekintetben ezután is éreztette hatását. 

## Története
A kifejezés Winston Churchill 1946. március 5-i az amerikai egyesült államokbeli Fultonban elmondott beszédében hangzott el először:
A baltikumi Stettintől az Adriánál levő Triesztig vasfüggöny ereszkedett le, a kontinens teljes szélességében. E vonal mögött van Közép- és Kelet-Európa ősi államainak összes fővárosa. Varsó, Berlin, Prága, Budapest, Belgrád, Bukarest és Szófia, mindezen híres városok, környező népességükkel abban fekszenek, amelyet szovjet szférának kell neveznem, és így vagy amúgy, de mind ki van téve nem csupán a szovjet befolyásnak, de egy igen erős és egyes esetekben fokozódó mértékű moszkvai irányításnak is.
Valójában már ezelőtt is utaltak néhányszor a „vasfüggöny” kifejezéssel az orosz befolyásszerzésre, de Churchill fultoni beszédével vált ez nemzetközileg ismertté. Churchill itt a színházakban tűzvédelmi megfontolásokból alkalmazott fémszerkezettel vont analógiát, amivel az előadások végén a színpadot és a nézőteret szinte hermetikusan elzárták egymástól.
A második világháború után a kommunista berendezkedésű országok viszonylag hamar elkezdték azokat a területeiket nyugati irányba határoló műszaki határzárakat kiépíteni, amelyekkel egyrészt védelmi funkciót is elláttak, de sokkal inkább az ország lakosságát akarták megakadályozni az ideológiailag ellenséges nyugati országokba történő elmenekülésben. Erre a vasfüggöny szerkezeti felépítése a legjobb bizonyíték, amely keleti irányban egy olyan műszaki határsávot alkotott, ami különböző fizikai akadályokkal, szögesdróttal, kerítéssel, aknazárral, a jól megfigyelhető, csupasz határsávval, és az azt övező őrtornyokkal is mind az esetleges keletről érkező határsértőket volt hivatott feltartóztatni. A határzáron tűzparanccsal rendelkező határőrök teljesítettek folyamatos őrszolgálatot, de később automata fegyverrendszer is kiépítésre került. 
A vasfüggöny nagyrészt korábbi államhatárokon húzódott, egyik markáns kivétel Németország volt, ahol az 1949-től létrejött Kelet és Nyugat-Németország közti tartományi határokon húzódott, amik így Németország újraegyesítéséig államhatárrá váltak. A vasfüggöny része volt még a berlini fal is, ami viszont lokálisan külön, Berlinben helyezkedett el, lényegében körbevéve Nyugat-Berlint. Jugoszlávia speciális státusza miatt, mint el nem kötelezett ország csak félhivatalosan volt a vasfüggöny határországa.

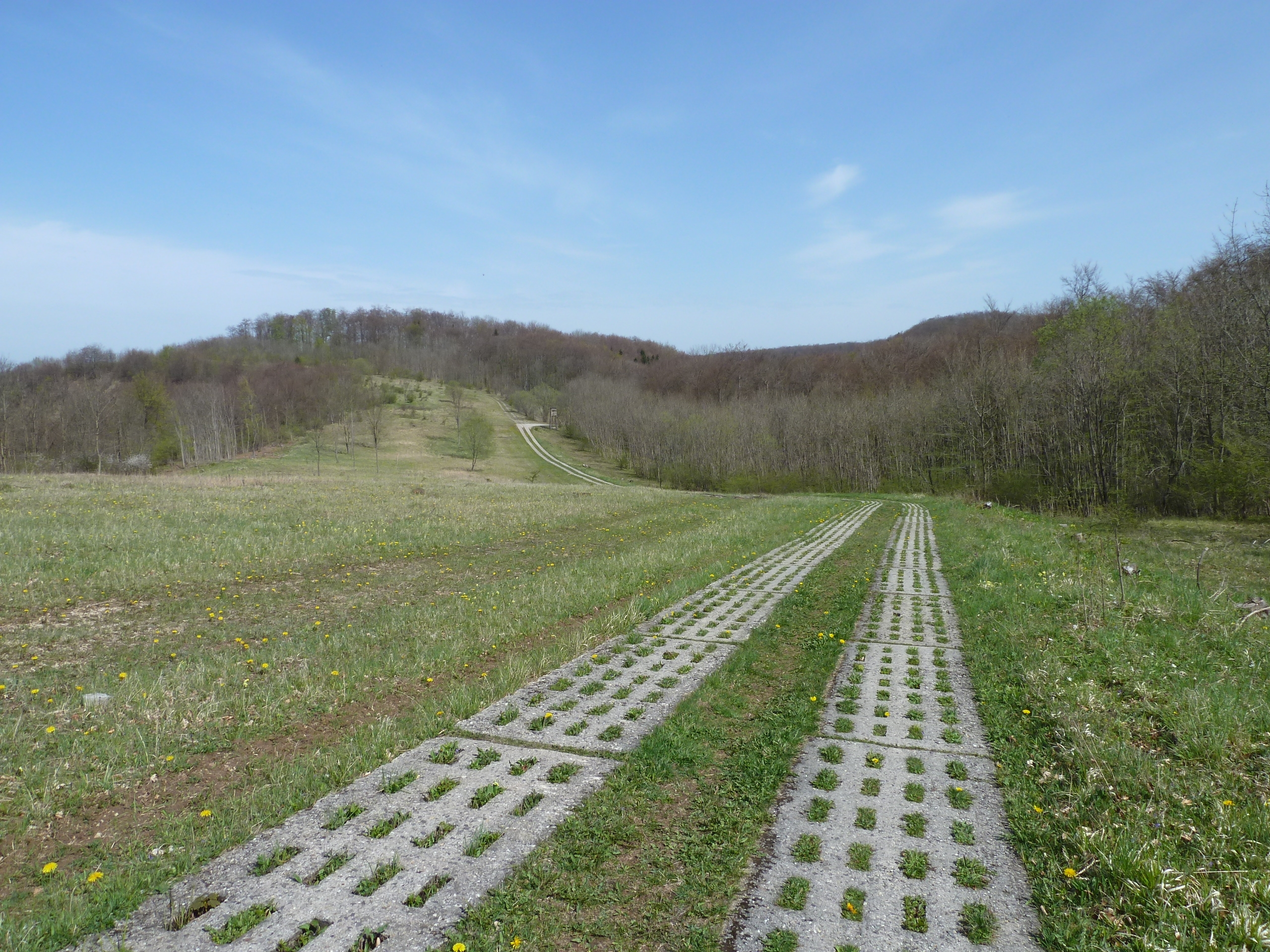
Az egykori járőrút egy szakasza

A Szovjetunió felbomlása során a vasfüggönyt is a legtöbb helyen gyorsan megszüntették, elbontották, csak néhány helyen hagytak meg rövid szakaszokat a hidegháború emlékműveként. A legtöbb maradvány az újraegyesült Németország területén található a már említett tartományi határokon, itt több őrtorony, kerítésmaradvány is van, de van olyan múzeummá vált egykori határőrség is, ahol korabeli katonai és határvédelmi járműveket is kiállítottak (például Deutsch-Deutsches Museum Mödlareuth). A legnagyobb tárgyi emlék a megmaradt járőrút (Kolonnenweg), ami az egykori fal mentén szinte teljes hosszában fennmaradt; az utat legtöbb helyen jellegzetes lyukacsos betonelemekkel burkolták, hogy minden évszakban használható legyen. Manapság főleg erdészeti útként vagy túraútként használják.

## A vasfüggöny magyar szakasza

### Története
A 260 kilométer hosszúságú magyar–osztrák határon 1949-től – az illegális határátlépések megakadályozására – különböző technikai rendszereket, drótkerítéseket és aknazárat hoztak létre. Ezzel egy időben lövészárkokkal, betonbunkerekkel és aknamezőkkel erősítették meg a 621 kilométeres magyar–jugoszláv határt is.
Az első generációs vasfüggöny egy aknamező volt, amit két, faoszlopokra szegezett szögesdrót vett közre. Ez pontosan követte a határvonalat, hasonlóan a második generációs vasfüggönyhöz. Ez az aknazár közvetlenül a határvonalon húzódott. Az első, hevenyészett határzárral azonban sok volt a gond, a fatestű aknák vagy maguktól is felrobbantak, vagy épp akkor nem működtek, amikor kellett volna.
A technikai problémák és a politikai helyzet enyhülése miatt 1955 őszétől elkezdték felszedni az aknákat, amivel 1956 szeptemberére végeztek. Ez tette lehetővé, hogy a szabadságharc leverése után százezrek meneküljenek át Ausztriába. A forradalom leverése után, 1957 márciusában a kormány határozatban rendelte el az újratelepítést.

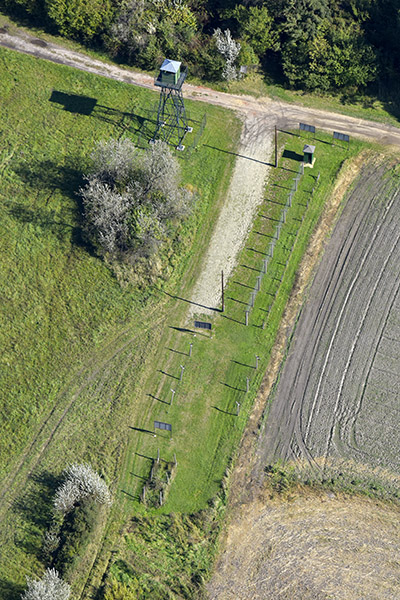
A Vasfüggöny Múzeum Hegykő mellett

A második változat két – betonoszlopokra rögzített – szögesdrótkerítés volt, közte egy öt méter széles, félméterenként bakelittestű aknákkal teleszórt aknamező, mellette felgereblyézett nyomsáv és járőrút. Ezt a rendszert azért kellett felszámolni, mert az eső többször is kimosta az aknákat a földből, ami Ausztriában több halálos balesetet, csonkolást is okozott. Az aknák felszedése során, 1966-tól 1970-ig legalább ketten meghaltak, sokan maradandó sérülést szenvedtek.
Az aknazár helyére a szovjet S-100 jelzésű elektronikus jelzőrendszert (EJR) telepítették. Ez akár tíz kilométerrel is húzódhatott a határ mögött. A kerítés 24 voltos feszültség alatt áll – nem volt folyamatosan áram alatt, mert váltakozva az UD adta az impulzusokat jobb és bal oldalra. Azt senki nem tudta, hogy viharban, villámlásnál a rendszer ki volt kapcsolva. Ilyenkor nyomsávos járőrök lettek kiküldve: ha bárki hozzáért – két drótnak kellett összeérni, vagyis ún. zárlat keletkezett, ami riasztott – vagy elvágta, a rendszer jelzett a legközelebbi határőrőrsön, s a határsávban is jelzett az ún. duda. Mind jobb és bal oldalon 1-1 duda volt felszerelve az oszlopsorra. Jobb és bal oldalon 10-10 szektor volt, ahonnan két járőrt küldtek ki. Az egyik a határvonaltól indult befelé kutyákkal, hogy elébe kerüljenek a határsértőnek, a másik pedig a kerítéshez ment, hogy megnézze, mi történt. A rendszer jelzését az üldöző csoport vizsgálta ki: ücs. pk. gépkocsivezető, üldöző kutyás, golyószórós, biztosító. A határt az őrs állománya végig zárta, jó időben tehergépkocsival, esős-sáros időben, vagy hóban gyalogosan, futva.

### Lebontása

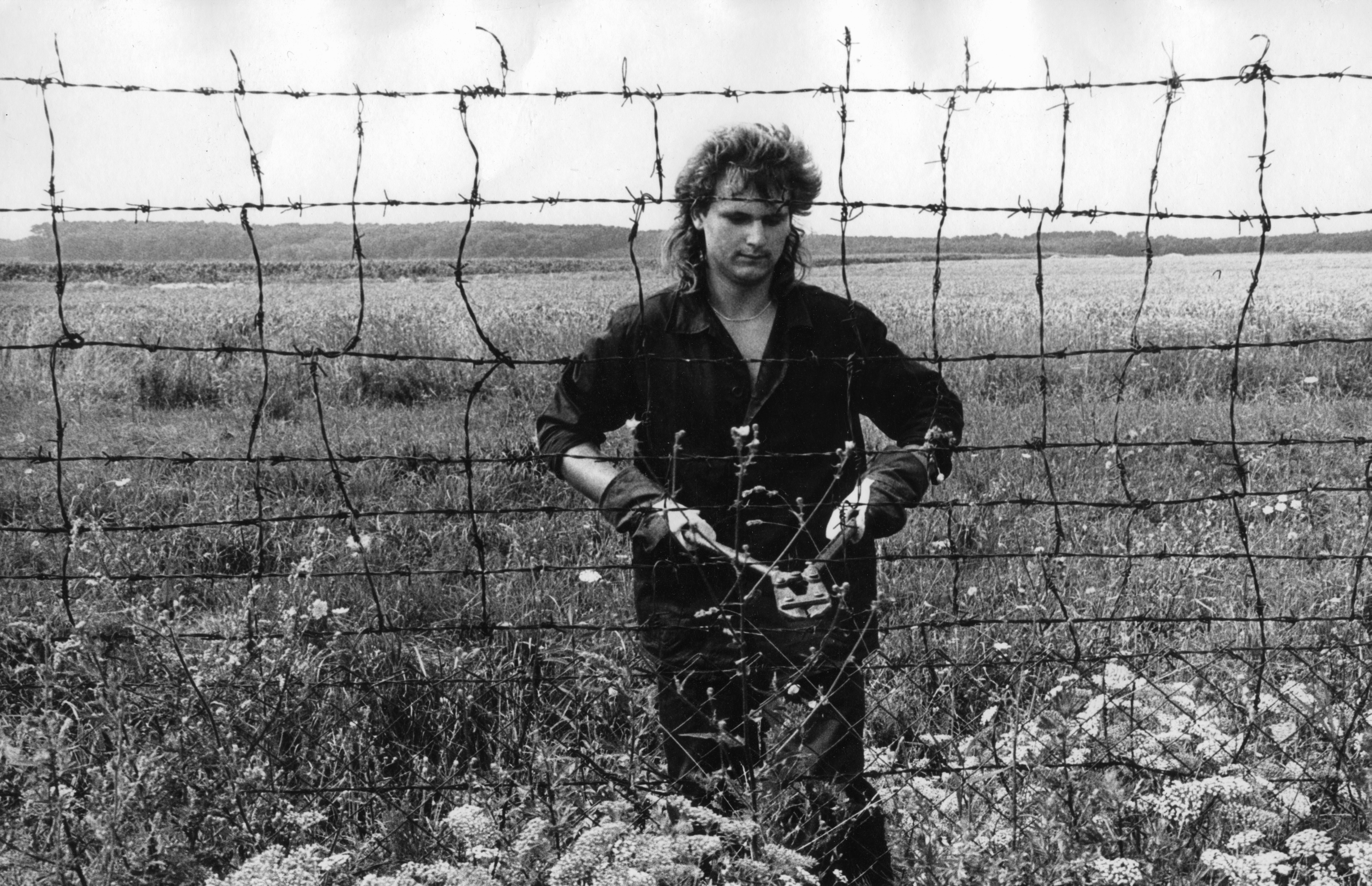
A „vasfüggöny” bontása 1989-ben

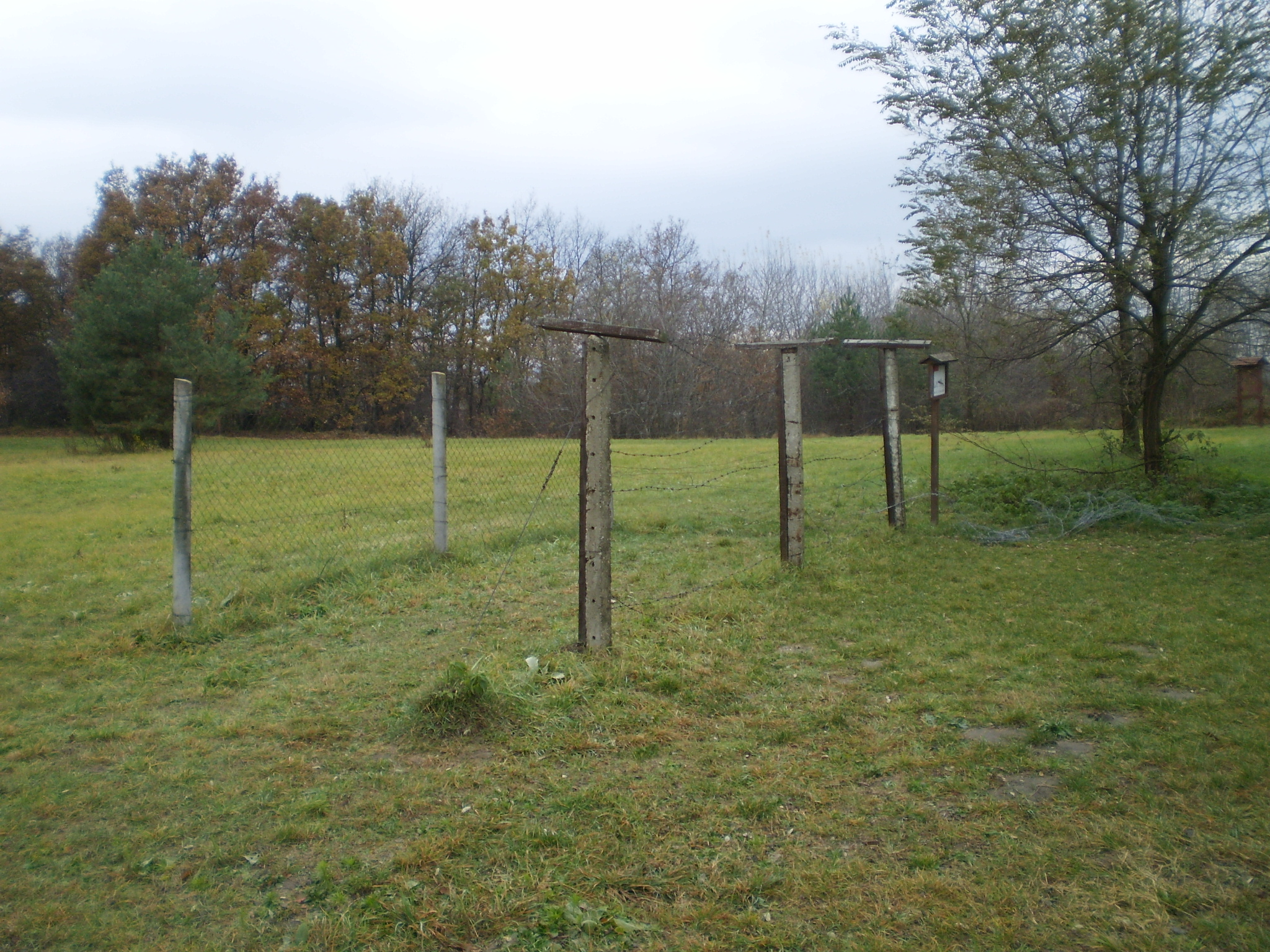
A „vasfüggöny” maradványa Sopron mellett

A rendszer az 1980-as évek végére elavult, az esetek kétharmadában vadállatok vagy eső miatt riasztotta a határőröket. A felújítás százmilliós költséget jelentett volna, hiszen a rozsdamentes drótot – paradox módon – nyugatról kellett beszerezni. A határőrség ezért már 1987-ben javasolta a megszüntetését. 
Az MSZMP politikai bizottsága 1989. február 28-i ülésén elfogadta az elektronikus jelzőrendszer megszüntetését. Március 3-án Németh Miklós miniszterelnök egy találkozón kérdezte meg Gorbacsovtól, hogy mit fog tenni, ha Magyarország elbontja a vasfüggönyt, de a szovjet pártfőtitkárt ez a kérdés nem érdekelte, és hozzátette, hogy 1956 eseményei nem ismétlődnek meg.
A bontást Rajkánál kezdték meg, mert ott az osztrákok és a közelben állomásozó szovjet hadseregcsoport is jól látták, hogy mi történik. Május 2-án több tucat nyugati újságírónak jelentették be a helyszínen, hogy Magyarország elkezdi lebontani a műszaki határzárat. Amikor június 27-én Horn Gyula magyar és Alois Mock osztrák külügyminiszter a kamerák előtt vágta át, akkor előbb vissza kellett építeni Kelénpataknál (Klingenbach), mert már ott is elbontották. Erről már a New York Times is beszámolt. 
Az augusztus 19-i páneurópai piknik volt az utolsó lépés a teljes határnyitás előtt, de mivel a több száz kelet-német állampolgár átszökésére sem érkezett semmilyen reakció a szovjet vezetéstől, szeptember 10-én a magyar kormány hivatalosan is megnyitotta a magyar-osztrák határt.